# جيمس سميث (لاعب هوكي الجليد)
جيمس سميث (من مواليد 1963-)، هو لاعب هوكي الجليد كندي، ولد في غلاسكو، مركز لعبه هو مدافع ‏.
.

## جوائز
حصل على جوائز منها:
- كأس ستانلي.

## روابط خارجية
- جيمس سميث على موقع دوري الهوكي الوطني (الإنجليزية)
- جيمس سميث على موقع قاعة مشاهير الهوكي (لاعب أن.إتش.أل) (الإنجليزية)
- جيمس سميث على موقع EliteProspects.com (الإنجليزية)
- جيمس سميث على موقع HockeyDB.com (الإنجليزية)
- جيمس سميث على موقع Hockey-Reference.com (الإنجليزية)